# 尤里·丘尔巴诺夫
尤里·米哈伊洛维奇·丘尔巴诺夫（俄語：Ю́рий Миха́йлович Чурба́нов，1936年11月11日—2013年10月7日），蘇聯政治家和總書記勃列日涅夫的女婿。妻子加林娜·勃列日涅娃。

## 生活和事業
丘爾巴諾夫出生於1936年11月11日。作為一個年輕的男孩，他是一個積極的共青團員。他在20世紀60年代入讀莫斯科國立大學法律系，1967年，他開始擔任警察，在成為勃列日涅夫的女婿前已经是中校。然而因岳丈緣故地位迅速提升，四年後，他成為內務部第一副部長，並得到將軍軍銜。
後來他和勃列日涅夫兒子尤里因貪污被捕，1990年，當丘爾巴諾夫還在監獄裡，勃列日涅夫女兒加林娜申請了離婚。
丘爾巴諾夫死於2013年10月7日。